# Mount Thomlinson
Mount Thomlinson är ett berg i Kanada.   Det ligger i provinsen British Columbia, i den centrala delen av landet, 3 700 km väster om huvudstaden Ottawa. Toppen på Mount Thomlinson är 2 451 meter över havet.
Terrängen runt Mount Thomlinson är bergig åt nordväst, men åt sydost är den kuperad. Mount Thomlinson är den högsta punkten i trakten. Trakten runt Mount Thomlinson är nära nog obefolkad, med mindre än två invånare per kvadratkilometer.. Det finns inga samhällen i närheten.
Trakten runt Mount Thomlinson består i huvudsak av gräsmarker.